# Conus dalli
Espèce
Statut de conservation UICN

 LC  : Préoccupation mineure
Conus dalli est une espèce de mollusques gastéropodes marins de la famille des Conidae.
Comme toutes les espèces du genre Conus, ces escargots sont prédateurs et venimeux. Ils sont capables de « piquer » les humains et doivent donc être manipulés avec précaution, voire pas du tout.

## Description
La taille d'une coquille adulte varie entre 32 mm et 80 mm.
La spire est indistinctement striée. Le verticille est obscurément nervuré en spirale en dessous. La couleur de la coquille est brun jaunâtre, avec des bandes longitudinales brun rougeâtre, interrompues par quatre bandes tournantes de points blancs, et des points blancs occasionnels sur la surface plus sombre. L'intérieur de l'ouverture est rose rosé. 

## Distribution
Cette espèce est présente dans le Pacifique oriental au large des îles îles Galápagos. et du Golfe de Californie au Panama. type : Islas Marias, Golfe de Californie. 

### Niveau de risque d’extinction de l’espèce
Selon l'analyse de l'UICN réalisée en 2011 pour la définition du niveau de risque d'extinction, cette espèce est présente le long de la côte Pacifique depuis le Golfe de Californie au Mexique jusqu'en Colombie. On la trouve également dans les îles Galapagos, les îles Revillagigedo, l'île Clipperton et les îles Cocos. Il s'agit d'une espèce très répandue dont la population n'est pas menacée. Cette espèce est classée dans la catégorie "préoccupation mineure".

## Taxonomie

### Publication originale
L'espèce Conus dalli a été décrite pour la première fois en 1873 par le conchyliologiste américain Robert Edwards Carter Stearns (1827-1909) dans la publication intitulée « Proceedings of the California Academy of Sciences »,.

### Synonymes
- Conus (Cylinder) dalli Stearns, 1873 · appellation alternative
- Cylinder dalli (Stearns, 1873) · non accepté
- Cylindrus gillei Jousseaume, 1883 · non accepté

## Identifiants taxonomiques
Chaque taxon catalogué par les bases de données biologiques et taxonomiques possède un identifiant qui permet d'établir un point de référence. Les identifiants de Conus dalli dans les principales bases sont les suivants :
CoL : 5ZXP3 - GBIF : 5193175 - iNaturalist : 292527 - IRMNG : 10599524 - SeaLifeBase : 75338 - TAXREF : 6333 - UICN : 192542 - WoRMS : 426472